# Franz Karl Marenzi
Franz Karl hrabě Marenzi (německy Franz Karl Johann Guido Maria Graf Marenzi von Tagliuno und Talgate, Markgraf von Val Oliola, Freiherr von Marenzfeldt und Scheneck) (29. prosince 1859 Lublaň – 22. února 1940 Budapešť) byl rakousko-uherský generál. Jako absolvent vojenské akademie sloužil v c. k. armádě od roku 1878, uplatnil se jako štábní důstojník, působil také jako vojenský diplomat v Itálii a Rumunsku. Od roku 1906 zastával vyšší posty u královské uherské zeměbrany a v letech 1913–1915 byl zástupcem jejího vrchního velitele. Na začátku první světové války byl povýšen do hodnosti generála pěchoty (1914). V letech 1915–1916 byl velitelem v Budapešti, později krátce sloužil na italské frontě, ještě před koncem války odešel do soukromí.

## Životopis

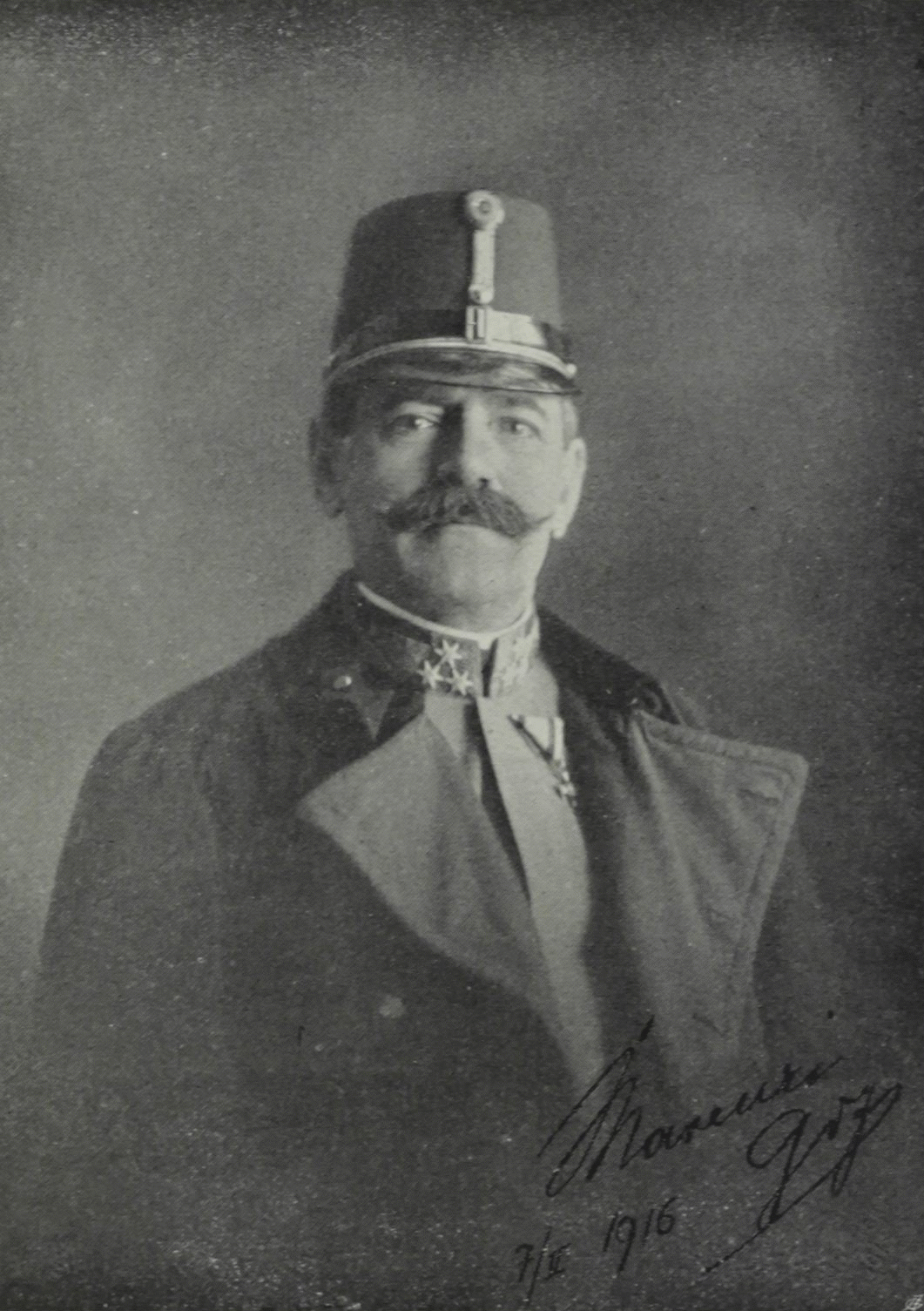
Generál pěchoty Franz Karl Marenzi (1916)

Pocházel ze staré italské rodiny, která již od 15. století užívala hraběcí titul v Milánském vévodství. Narodil se jako druhorozený syn c. k. polního podmaršála Franze Antona Marenziho (1805–1886) a jeho manželky Virginie, rozené Putzer von Reibeck (1825–1898). První vojenskou průpravu získal na kadetní škole v Sankt Pölten, poté v letech 1874–1878 studoval na Tereziánské vojenské akademii ve Vídeňském Novém Městě. Do armády vstoupil v roce 1878 jako poručík u 46. pěšího pluku v Travniku, o dva roky později byl přeložen k 7. husarskému pluku do Mariboru. V letech 1883–1885 si doplnil vzdělání na Válečné škole (K.u.k. Kriegsschule) ve Vídni a v hodnosti nadporučíka (1883) byl zařazen do sboru důstojníků generálního štábu. Jako štábní důstojník působil u 12. jezdecké brigády v Sibiu a 2. armádního sboru ve Vídni. Mezitím byl v roce 1888 povýšen na kapitána a v letech 1890–1892 zastával funkci vojenského attaché v Bukurešti. Poté sloužil u různých jednotek jezdectva v Subotici, Lvově, Přemyšlu a Kluži. V roce 1897 byl povýšen na podplukovníka a znovu působil v diplomacii, v letech 1898–1902 pobýval jako vojenský attaché v Římě. Mezitím byl povýšen na plukovníka (1900) a po návratu z Itálie byl velitelem 26. pěšího pluku v Györu.
V roce 1906 byl povýšen do hodnosti generálmajora a na několik let přešel k uherské zeměbraně, v letech 1906–1911 byl velitelem 80. pěší brigády honvédů v Budapešti. V roce 1911 dosáhl hodnosti polního podmaršála a byl přeložen do Kluže jako velitel 6. zeměbranecké pěší divize. V letech 1913–1915 zastával funkci zástupce vrchního velitele uherské zeměbrany v Budapešti a k datu 1. srpna 1914 byl povýšen do hodnosti generála pěchoty. Za první světové války byl v letech 1915–1916 posádkovým velitelem v Budapešti a k datu 1. ledna 1916 byl převelen do stavu záloh. V listopadu 1917 byl povolán na italskou frontu, kde byl přidelěn k vrchnímu velení maršála Borojeviće. Z Itálie se vrátil již v lednu 1918 a krátce ještě působil na uherském ministerstvu zeměbrany, v březnu téhož roku odešel do soukromí. V armádě byl formálně penzionován až k datu 1. ledna 1919.

## Tituly a ocenění
Od narození užíval titul hraběte, který byl jeho otci v roce 1864 potvrzen pro Rakouské císařství. V roce 1884 byl jmenován c. k. komořím a v roce 1918 obdržel titul c. k. tajného rady s nárokem na oslovení Excelence. Během vojenské služby získal řadu ocenění v Rakousku-Uhersku, vzhledem k několikaleté službě v diplomcii byl vyznamenán i v zahraničí.
- Válečná medaile (1878)
- Vojenský záslužný kříž III. třídy (1892)
- Jubilejní pamětní medaile (1898)
- Řád železné koruny III. třídy (1902)
- Vojenský jubilejní kříž (1908)
- rytířský kříž Leopoldova řádu (1912)
- Vyznamenání za zásluhy o Červený kříž s válečnou dekorací (1915)
- velkokříž Řádu Františka Josefa (1916)

- Řád rumunské hvězdy (1893, Rumunsko)
- Řád svatých Mořice a Lazara (1901, Itálie)
- Řád italské koruny (1903, Itálie)

## Rodina
V roce 1906 se oženil s uherskou šlechtičnou Irenou Jozskovou de Pankota (1886–1948), manželství zůstalo bezdětné.
Jeho starší bratr Josef Ludwig (1853–1935) byl dlouholetým šéfem prezidiální kanceláře Panské sněmovny, nejmladší z bratrů Gabriel Franz (1861–1934) sloužil v armádě a za první světové války dosáhl hodnosti polního podmaršála.